# Belafonte Sings of the Caribbean
Belafonte Sings of the Caribbean è un album in studio del cantante statunitense Harry Belafonte, pubblicato nel 1957.

## Tracce
1. Scratch, Scratch – 2:39
2. Lucy's Door – 3:43
3. Cordelia Brown – 2:53
4. Don't Ever Love Me – 2:46
5. Love, Love Alone – 3:19
6. Cocoanut Woman – 3:18
7. Haïti Chérie – 3:18
8. Judy Drownded – 3:28
9. Island in the Sun – 3:21
10. Angelique-O – 2:40
11. Lead Man Holler – 4:18

## Formazione
- Harry Belafonte – voce
- Millard Thomas – chitarra
- Frantz Casseus – chitarra
- Victor Messer – chitarra